# ヴァンくん
ヴァンくんは、Jリーグ・ヴァンフォーレ甲府のマスコットである。
ここでは同じヴァンフォーレ甲府のマスコットであるフォーレちゃんについても記述する。

## 概要
クラブは新たな目玉として2005年（平成17年）にキャラクターデザインを募集し、296作品の中から東京都在住のデザイナーによる甲斐犬をモチーフにしたデザインを選出、翌2006年（平成18年）にJリーグ実行委員会にでもこのデザインが承認された。その後名前を募集した結果、「ヴァン」が応募総数1643票中128票と1位を獲得し、また選考においても異論がなかったため後ろに「くん」をつけた名前が正式採用された。この年のJリーグオールスターサッカーで初お披露目となり、ホームゲーム初登場は第13節の京都パープルサンガ（現・京都サンガF.C.）戦である。
2009年（平成21年）の3月1日、キックオフパーティーのおりに新たなマスコットとして「フォーレちゃん」が紹介された。
2013年8月21日にキングレコードから発売されたAKB4832枚目のシングル『恋するフォーチュンクッキー』エンジン01文化戦略会議オープンカレッジin甲府バージョンに出演し、AKB48のYouTube公式アカウントにて全世界に向けて配信している。

## キャラクター一覧
ヴァンくん
- 誕生日は5月17日。（実行委員会の承認日。ちなみに「ヴァンくん」と命名されたのは6月12日。）
- 「ヴァン・ド・フォーレ」（甲府の公式ソングを歌う神部冬馬とのユニット）ではアコーディオンを担当

フォーレちゃん
- 誕生日は3月1日。（初お披露目日。）
- ヴァンくんにポニーテール、リボン、まつ毛をつけたスタイルである。またズボンではなくスカートを履いている。
- ヴァンくんとはただのお友達の模様。[2]
- 「ヴァン・ド・フォーレ」ではキーボードを担当

## 他のマスコットとの交流
ヴァンくんは他のマスコットとの交流に積極的であり、県内でのイベントのほか度々アウェーゲームにも出向いている。
ふろん太（川崎フロンターレ）
川崎フロンターレのプロフィールでも仲の良いマスコットは？との質問に対して名前を挙げるほどの親友。同じカテゴリの時は必ず互いの競技場にも出向いている。また、カテゴリが違う時でも出向くことがあり、2009年6月20日には甲府と関係のない等々力陸上競技場での川崎対大分トリニータの試合（川崎市制記念試合）にもフォーレちゃんと一緒に出向いているほか、2012年6月17日には川崎と関係のない甲府対カターレ富山の試合にふろん太が山梨中銀スタジアムを訪れている。また2012年8月25日の川崎対名古屋グランパス戦（等々力）にて行われる企画イベント「難局物語」でも犬ぞりを引く役として参加する。
2022年にヴァンフォーレ甲府が天皇杯を優勝した際はお祝いとして花環を送っている。
ライカくん（カターレ富山）
フォーレちゃんに惚れており、同時にヴァンくんにとって恋敵である。2010年9月23日に富山県総合運動公園陸上競技場で行われた甲府対カターレ富山の試合に2匹が出向いた際、試合前のイベントでフォーレちゃんを巡ってヴァンくんとライカくんがケンカをしてしまい、止めに入ったフォーレちゃんにヴァンくんの腕がヒットしてしまった際ライカくんが介抱する一幕があった（もちろんすべて演技であるが）。しかしハーフタイムでライカくんがフォーレちゃんと一緒に自転車で二人乗りをしようとしたところ警察官に注意され、それが原因でフォーレちゃんが怒ってしまい、ライカくんは振られてしまった。
ニータン（大分トリニータ）
上述の川崎市制記念試合において共演したことがあるほか、2012年に甲府と大分の合同企画である「J2天下取り物語」に関連し4月8日の甲府対大分戦でニータンが甲府に訪れている。ニータンの体格上自由に動けないことからヴァンくんが台車に乗ったニータンを押していたが、PK合戦でヴァンくんのシュートがニータンに止められたのに対しニータンのシュートをヴァンくんが後逸したため決められてしまい、ヴァンくんはショックを受けていた。
ジェフィとユニティ（ジェフユナイテッド市原・千葉）
同じ犬（ジェフィとユニティは秋田犬）であることから2012年にお互いの競技場・スタジアムへ足を運んでいる。また上述の「難局物語」でもジェフィが犬ぞりを引く役として一緒に参加する。
アルディとミーヤ（大宮アルディージャ）
ヴァンくんのバースデープレゼントをくれなかったため、相談にのってくれた。
キングベルI世（湘南ベルマーレ）
公式戦で度々山梨中銀スタジアム相互訪問している。
ヴォルタくん（徳島ヴォルティス）
クラブ愛称、および名前のアルファベットの頭文字が「V」で共通し、また「芸風」も似通う縁から「せぇへんの会」や「VV兄弟」を結成している。
そのほか、パルちゃん（清水エスパルス）、ヴェルディくん（東京ヴェルディ）、グランパスくん（名古屋グランパス）、マリン(横浜F·マリノス)などと交流がある。